# Anu (ruồi giả ong)
Anu là một chi ruồi trong họ Syrphidae.
Chi này gồm các loài ở New Zealand.